# Paul Geppert der Ältere
Paul Geppert der Ältere (* 29. Juni 1875 in Innsbruck; † 23. Mai 1965 in Salzburg) war ein österreichischer Architekt und Politiker (CS).

## Leben
Während seines Studiums wurde er 1893 Mitglied der KaV Norica Wien. Paul Geppert der Ältere war Architekt und von 1919 bis 1926 Mitglied (CS) des Gemeinderates der Stadt Salzburg. 1922 wurde er stellvertretender Obmann des Antisemitenbundes in Salzburg. Nach dem Anschluss Österreichs an Hitler-Deutschland arbeitete er als Schätzgutachter bei der Arisierung von Immobilien.

## Realisierungen

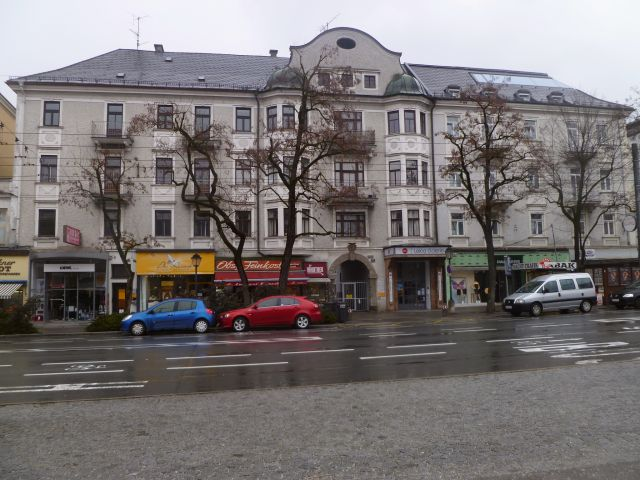
Sekundogeniturpalast, Stadt Salzburg

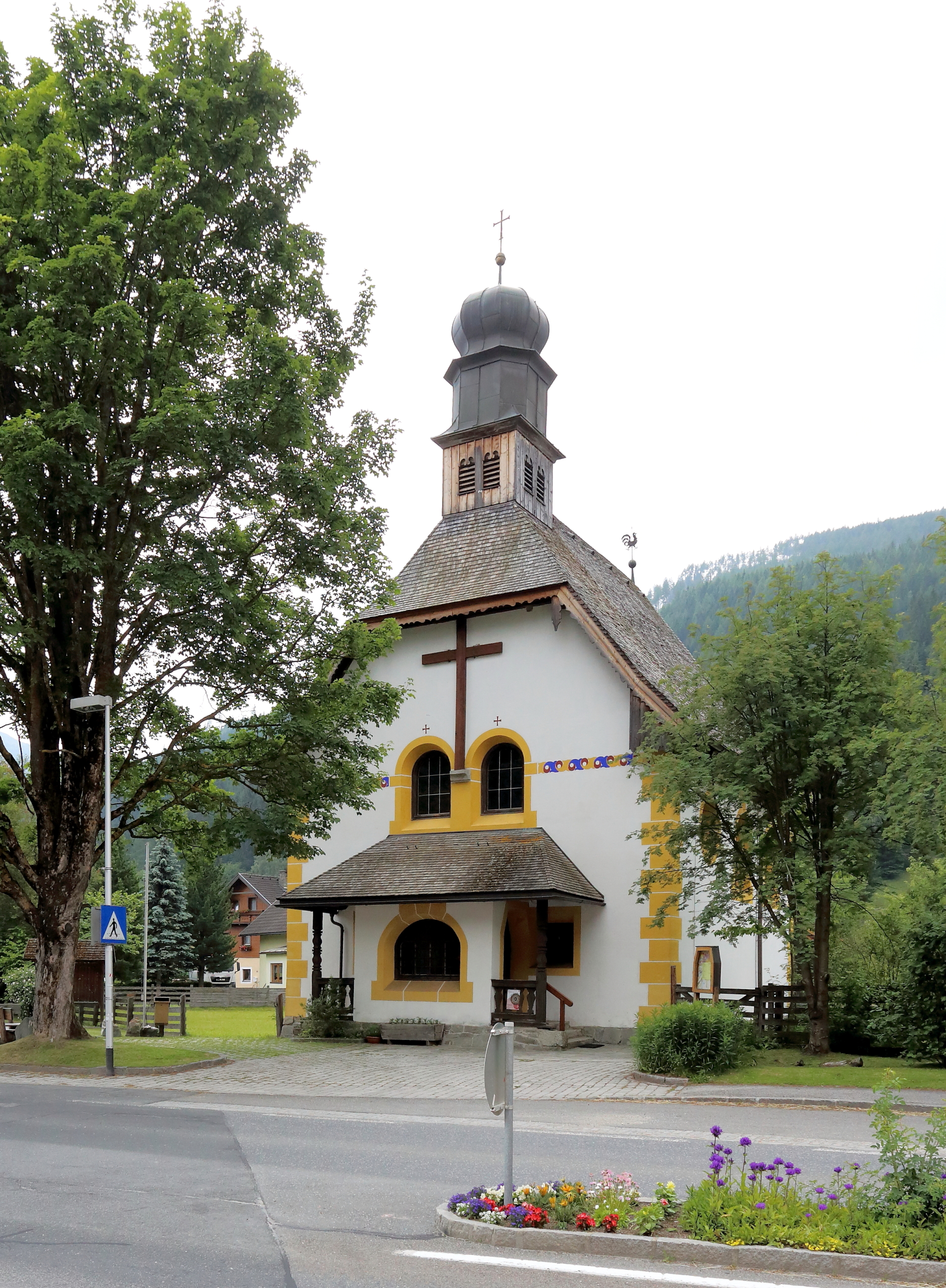
Filialkirche Oberweißburg, St. Michael im Lungau

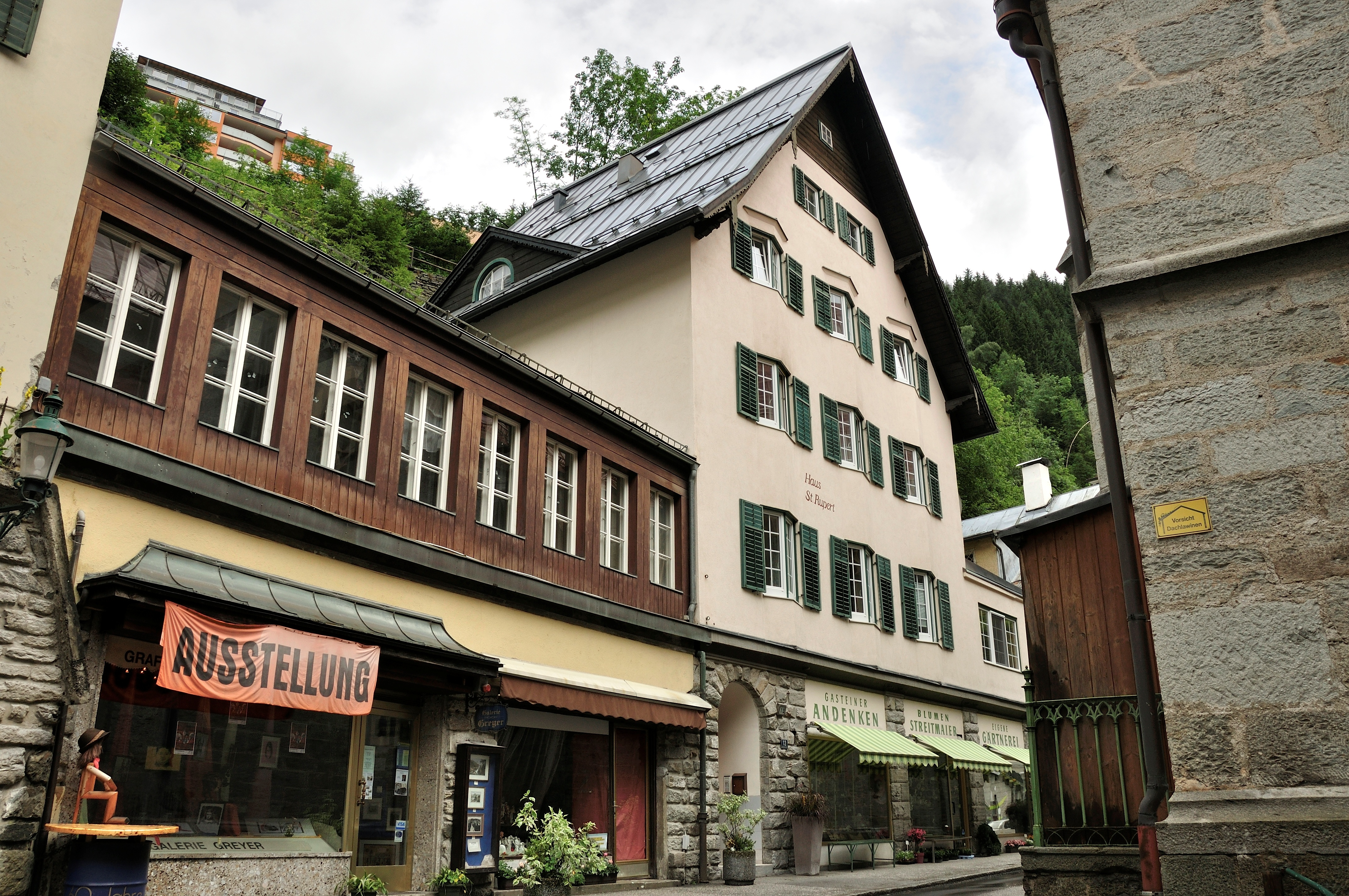
Kurhaus St. Rupert, Badgastein

- 1900–1902 Altersheim, Gasteiner Straße 30–32, Bischofshofen
- 1907 Villa Oberberger, Haunspergstraße 33, Stadt Salzburg
- 1907–1908 Volksschule Puch
- 1908 Umbau Paris-Lodronscher Sekundogeniturpalast, Mirabell-Platz, Stadt Salzburg
- 1908 Arbeiterwohnhausanlage Swarovskistraße, Wattens[3]
- 1909 Volksschule I, Wattens[4]
- 1909–1910 Volksschule, Golling
- 1909 Villa, Purtschellergasse 13, Stadt Salzburg
- 1911 Volksschulanbau, Badgastein
- 1912 Volksschule, Ramingstein
- 1912–1913 Wohnhaus der Allgemeinen Pensionsanstalt der Privatbeamten, Vorläufer des sozialen Wohnbaus im Heimatstil, 3- 4-geschoßig, der Kern mit Walmdach, Mertensstraße 10–16, Stadt Salzburg
- 1912–1913 Filialkirche Herz-Jesu in Oberweißburg, St. Michael im Lungau
- 1913 Kaffee-Restaurant Sonnblick, Böckstein
- 1913–1914 Naturdunstbad, Badgastein
- 1914 Genossenschaftswohnanlage mit originellen Fensterumrahmungen, Gaswerkgasse 22, Stadt Salzburg
- um 1920 Schloss Winkl, Oberalm, Südlicher Hofabschluß Alte Schule und Direktorswohnung
- 1924 Villa Hiss, Badgastein
- 1924–1925 Kurhaus St. Rupert mit erkerartigen Fassadengestaltung, Badgastein
- 1925–1926 Wohnhausanlagen, Nikolaus-von-Lenau-Straße 3–5, Stadt Salzburg
- 1925–1928 Profanbauten, Alte Bundesstraße 25–39, Bischofshofen
- 1927 Zeugstätte, Saalfelden
- 1927–1928 Volksschule und Gemeindeamt, Mattsee
- 1927–1929 Strandbad am nördlichen Ende der Seepromenade, Mattsee, (?!) Strandbad Mattsee
- 1928–1930 Hauptschule, Hauptschulstraße 18, Bischofshofen
- 1929 Filialkirche Mariä Himmelfahrt in Pöham, Pfarrwerfen
- 1929 Villa Gerke, Badgastein
- 1930 Volksschule, Mariapfarr
- 1932–1933 Bürogebäude, Max-0tt-Platz 3, Stadt Salzburg